# Cathy Young

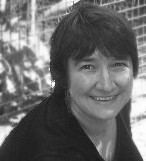
Cathy Young

Cathy Young, geboren als Ekaterina Joeng (Russisch: Екатерина Юнг), (Moskou, 10 februari 1963) is een Amerikaanse journalist en publicist. Ze schrijft columns voor Reason (maandelijks) en The Boston Globe (wekelijks), en is de auteur van veel boeken en artikelen. Haar stukken gaan meestal over gelijkheidsfeminisme. Ze komt oorspronkelijk uit de Sovjet-Unie.